# مرگ رنگ
مرگ رنگ عنوان نخستین مجموعه اشعار سهراب سپهری است که چاپ اول آن در سال ۱۳۳۰ منتشر شد. آنطور که در پانویس اولین شعر این کتاب (در قیر شب) آمده‌است، «کتاب مرگ رنگ سالی چند پس از انتشار دچار دستکاری شد.» این دفتر شامل اشعاری در قالب چهارپاره و نیمایی است.

## فهرست اشعار
کتاب مرگ رنگ شامل اشعار زیر است (به ترتیبی که در کتاب آمده‌است):
1. در قیر شب
2. دود می‌خیزد
3. سپیده
4. مرغ معما
5. روشن شب
6. سراب
7. زیباترین قسم
8. رو به غروب
9. غمی غمناک
10. خراب
11. جان گرفته
12. دلسرد
13. دره خاموش
14. دنگ...
15. نایاب
16. دیوار
17. مرگ رنگ
18. دریا و مرد‍
19. نقش
20. سرگذشت
21. وهم
22. با مرغ پنهان
23. سرود زهر